# Noël Levêque
Pour les articles homonymes, voir Levêque.
Noël Levêque, né à Nivelles (Belgique) le 15 décembre 1948, est un dirigeant et entraîneur belge.
Il fut président et directeur technique du CABW (Cercle Athlétique du Brabant Wallon), aujourd'hui président honoraire et consultant.  
Premier président et cofondateur d'Europe Athlétisme Promotion de 1990 à 2018 et président honoraire à vie selon décision du Congrès de l'EAP à valence (Novembre 2019), ex-président de Nivelles Sports (un club omnisports). 
Il fut également administrateur de la Ligue Belge Francophone d'Athlétisme et de la Ligue Royale Belge d'Athlétisme.
Président du groupement des entraîneurs francophones d'athlétisme (GEFA) jusqu'en 2020.
Il a été consultant "athlétisme" à la RTBF télévision et entraîneur des athlètes olympiques Sylvia Dethier, Jacqueline Hautenauve, Carole Kaboud Mebam, Myriam Mani.

## Distinctions
- Chevalier du Mérite wallon (Ch.M.W.) 2013[2];
- Citoyen d'honneur de la ville de Nivelles en 2007;
- Orchidée (personnalité) de la province du Brabant Wallon en 2006;
- Médaille d'or de la ville de Vittel (France) en 2017.

## [1]Notes et références
1. 1 2  (en-GB) « Contact the EAP – EAP Circuit » (consulté le 20 novembre 2019)
2. ↑  « Noël Lévêque », sur wallonie.be (consulté le 21 avril 2023).